# Borek (ort i Tjeckien, Mellersta Böhmen)
Borek är en ort i Tjeckien.   Den ligger i regionen Mellersta Böhmen, i den centrala delen av landet, 22 km nordost om huvudstaden Prag. Borek ligger 170 meter över havet och antalet invånare är 174.
Terrängen runt Borek är huvudsakligen platt. Borek ligger nere i en dal. Runt Borek är det ganska tätbefolkat, med 139 invånare per kvadratkilometer. Närmaste större samhälle är Libeň, 17,7 km sydväst om Borek. Trakten runt Borek består till största delen av jordbruksmark.